# Sardinia (album)
Sardinia è il quinto album in studio dei Tazenda, pubblicato nel 1998 dalla Crisler Music.

## Il disco
È il primo album inciso senza il cantante principale Andrea Parodi, che ha abbandonato il gruppo circa un anno prima. Per sopperire alla sua assenza, visto che non è stato assunto alcun nuovo cantante, si alterneranno alla voce i 2 membri rimanenti: Gino Marielli e Gigi Camedda.
Come Tazenda, il primo album, è completamente cantato in sardo.
Nel 2006 è stato ristampato col titolo Soledade, con i brani in ordine differente (etichetta SMI Sound Music International).

## Tracce
Testi e musiche di Gino Marielli, eccetto dove indicato.
1. Sardinia – 4:02
2. S'istrumpa – 4:38
3. Pane caente – 4:34
4. Su dillu est goi – 4:16 (musica: Marielli, Camedda)
5. Abba de istiu – 4:28
6. Bainzu – 5:08
7. Soledade – 4:57
8. Passu Torru de Truddas in conca – 4:07 (musica: Marielli, Camedda)
9. Ninna nanna fizu 'e Deus – 2:05 (musica: Marielli, Camedda)
10. Sonnios de bolos – 5:11

## Formazione
- Gigi Camedda – voce, tastiera, programmazione
- Gino Marielli – voce, chitarra, programmazione, percussioni